# Chromodoris elisabethina
Chromodoris elisabethina är en nakensnäcka i släktet Chromodoris och ordningen Nudibranchia. Snäckan är mycket färggrann. Chromodoris elisabethina beskrevs för första gången 1877 av den danske läkaren och malakologen Rudolph Bergh.

## Beskrivning
Chromodoris elisabethina påminner i utseende mycket om den närbesläktade arten Chromodoris annae. Den största skillnaden är att Chromodoris elisabethina har ett mycket tjockare streck mellan rhinoporerna (ett slags kemoreceptorer). Strecken är inte kontinuerliga och gör det lättare att särskilja arten från C. annae.
Snäckans färg är mellanblå och längsmed kroppen löper en ring av svarta, longitudinella streck. Gälarna, liksom rhinoporerna, har en gulorange färg och snäckans mantel är vit och gul och ganska utmärkande. Färgvariationer förekommer, som blågråa individer. Chromodoris elisabethina når en maxlängd av cirka 5 cm.

## Ekologi och levnadssätt
Chromodoris elisabethina livnär sig på svampdjur och sjöpungar, likt många andra nakensnäckor. Arten lever på korallrev mellan 6 och 15 meters djup i tropiska vatten.
Chromodoris elisabethina är, liksom andra nakensnäckor, hermafroditer. När två individer möts kämpar de om vem som får vara hane. Den som lyckats penetrera motståndaren blir en hane. Den andra blir hona och får producera ägg vilket kräver energi. Larverna är planktoniska och genomgår flera tillväxtstadier innan de blir vuxna snäckor. 

## Utbredning
Chromodoris elisabethina förekommer i den västra regionen mellan Indiska oceanen och Stilla havet. Arten har observerats i Filippinerna, Malaysia, Indonesien och i Queensland, Australien. Snäckans utbredningsområde sträcker sig ända till söder om Japan.